# 꼬리치는 남자
꼬리치는 남자는 1995년 공개된 대한민국의 영화이다.

## 배역
- 박중훈 : 재수 역
- 김지호 : 영은 역
- 이혜영 : 경아 역
- BING GO : 다롱이
- 유혜리 : 김 실장 역
- 명계남 : 향수회사 사장 역